# MÁV 259 sorozat
A MÁV I. osztály, később MÁV 259 sorozat egy magyar szerkocsis gőzmozdony sorozat volt. 1874-ben gyártotta az StEG. Ez volt az első kimondottan gyorsvonati szolgálatra alkalmas gőzmozdony a MÁV-nál. Összesen hat db készült a sorozatból.

## Története
A Magyar kir. Államvasutak vonalhálózatának növekedése, valamint a személyforgalom fokozatos növekedése szükségessé tette a személyszállító mozdonyok állományának bővítését. A II. osztályú (238 sorozatú) mozdonyok nyugtalan járásuk miatt nem voltak alkalmasak gyorsvonatok továbbítására, így a MÁV igazgatósága 1873-ban megbízást adott a bécsi Haswell mozdonygyárnak olyan 2B tengelyelrendezésű gyorsvonati mozdony megtervezésére, amely sík pályán gyorsvonatokat 70–75 km/ó sebességgel képes továbbítani .
Minthogy a II. osztályú mozdonyok nyugtalan járását elsősorban a fotótengely elé szerelt gőzhenger, valamint a kapcsolt tengely mögé szabadon lógó tűzszekrény okozták – amihez hozzájárult a kis, mindössze 3160 mm tengelytávolság is – A választás a Rittinger nevű mozdonyra esett azzal a módosítással, hogy a csatlótengely ne a tűzszekrény mögé, hanem alá kerüljön.
A Haswell a mozdony teljes tengelytávolságát 4870 mm-re választotta a pályaívekbe való jobb beállás érdekében.
A gőzhengerek elhelyezése is módosult a II. osztályú mozdonyokhoz képest, mivel nem az első kerékpár elé, hanem az első futókerékpár mellé szerelték csökkentve ezzel a túllógó tömegek okozta nyugtalan futást.
Ezekből a mozdonyokból a gyár hat db-ot szállított a MÁV-nak ahol az elkészült mozdonyokat az I. osztály (később 259 sorozat) megjelöléssel látta el és 159-164 pályaszámokkal sorozta be mozdonyállagában.
Mint kimondottan gyorsvonati mozdonyok az első években a miskolci és rutkai vonalak gyors- és személyvonatainak továbbítására használták őket. Hamarosan kiderült azonban, hogy még a II. osztályú mozdonyoknál is kisebb teljesítményük miatt alkalmatlanok még fővonali személyvonatok továbbítására is, így előbb az aradi, majd az érsekújvári, később pedig a pozsonyi és nyitrai fűtőházakhoz lettek beosztva, ahol mellékvonali személyvonati szolgálatra.
Az I. világháborút követően négy mozdony maradt MÁV állományban, ám a lecsökkent forgalom miatt már nem használták őket, s rövidesen selejtezve lettek.

## Szerkezete

### Keret, futómű
Az I. osztályú mozdonyok 2B tengelyelrendezésű gyorsvonati mozdonyok, melynél az első két tengely forgóvázba épített futótengely, a második kettő közül az első a hajtott, a második pedig a csatolt, ágytokjaik húzóékkel utánállíthatóak.
A főkeret hossztartói 10 mm-es hegesztett vaslemezből készültek közéjük helyezett 35 mm-es betétdarabokkal szegecselt szerkezettel. A főtartók egymástól 1750 mm-re vannak és elöl csúszótalpakon támaszkodnak a forgóvázra amely a főkeretbe fixen beépített forgócsap körül képes elfordulni segítve ezzel a mozdony ívbeállását. Szintén az ívbeállás megkönnyítése érdekében a forgóvázat a lehetőségekhez képest mélyen betolták a hosszkazán alá, s a lehetséges minimális futótengely-távolsággal készítették.
A keretszerkezetet lemezes hordrugók támasztják alá, az ágytokok felett vannak elhelyezve és vonórúddal összekötött szögemeltyűs súlykiegyenlítővel vannak ellátva. Ez bonyolultabb megoldás az egyszerű rugóhimbás alátámasztásnál és tulajdonképpen teljesen indokolatlan is, mivel a kis tengelytávolságok miatt a rugóhimbás súlykiegyenlítés jóval egyszerűbben megoldható lett volna.

### Kazán
A mozdonyok kazánja mennyezetcsavaros Backer vagyis porosz rendszerű amely a hazai kemény tápvizek miatti gyakoribb tisztítást is megkönnyítette az angol mennyezettartós megoldáshoz képest, a nagyobb gőznyomásnak is jobban ellenállt.
A csatolt kerekek közé behúzott tűzszekrény 16 mm-es vörösrézlemezből készült, a tűzcsőfal 26 mm-es. A rostély felülete 1,95 m2, ferdén elhelyezett 1:3,6-os eséssel a tűzcsőfal felé amely a hazai tapadós barnaszeneknél előnyös, sőt kívánatos.
A kazán engedélyezett gőznyomása 10 att.
A hosszkazán két kazánövből, áll 14 mm-es hegesztett vaslemezből kétsorosan átlapolva szegecselve. Az állókazánfedél 16 mm-es vaslemez.
A hosszkazán a tengelytávolságok miatt túlzottan rövid ami hátrányos a gőzfejlesztés hatásfokára nézve. A kazán teljesítménye ötszörös elgőzölögtetésű hazai barnaszénnel 400 LE amely elméletben hétszeres elgőzölögtetésű sziléziai feketeszénnel 540 LE-re fokozható, ám ez a rostélyra meg nem engedhető igénybevételt jelentene, így a gyakorlatban legfeljebb 465 LE lehet.
A mozdony eredetileg rövid füstszekrénnyel és hengeres öntöttvas kéménnyel készült melyet az 1880-as évek elején amerikai rendszerű füstszekrényre építettek át, a kéményt pedig Prüssmann típusúra cserélték.

### Gépezet
Az I. osztályú mozdonyok gépezete 2 db telített gőzzel üzemelő ikerhengerből áll melyek gőzelosztását nyitott rudazatos Stephenson vezérművel működtetett kagylós síktolattyúk biztosítják. A gőzhengerek, a tolattyúszekrények és vezérműalkatrészek a kereten kívül lettek elhelyezve mivel a kereten belüli elhelyezést a forgóváz nem tette lehetővé. A vezérmű átkormányzása kormányemeltyűvel történik.
A mozdonyok sebességét az 1922 mm átmérőjű hajtókerekek ellenére 75 km/ó-ban határozták meg, holott az európai ajánlások szerint 100 km/ó sebességnek is megfeleltek

### Segédberendezések
A mozdonyokat Petri–féle sebességmérővel és Hardy rendszerű átmenő légűrfékkel szerelték fel, amelyet az 1880-as évek végén önműködő Westinghouse fékre cserélték.
Szerkocsijuk a II. és III. osztályú mozdonyokéval megegyező 3 tengelyes szerkocsi 12,5 m3-es víz- és 8,8 t-s szénkészlettel.